# Język kalanga
Język kalanga albo holoholo – język z rodziny bantu, używany w Demokratycznej Republice Konga. W 1972 roku liczba mówiących wynosiła ok. 5 tysięcy.